# GR 10
Der GR 10 (franz. Grande Randonnée 10) ist ein französischer GR-Fernwanderweg, der die Pyrenäen vom Atlantik zum Mittelmeer durchquert. 
Der Fernwanderweg verbindet Hendaye mit Banyuls-sur-Mer. Er verläuft nördlich der französisch-spanischen Grenze durch die Départements Pyrénées-Atlantiques, Hautes-Pyrénées, Haute-Garonne, Ariège und Pyrénées-Orientales. Die Strecke führt durch die regionalen Naturparks Pyrénées Catalanes und Pyrénées Ariégeoises sowie den Nationalpark Pyrenäen. In diesem liegt der höchste Punkt des GR10, der Hourquette d'Ossoue.
Die Beschreibungen der Route geben zwischen 866 km und 920 km Länge mit 48.000 bis 52.000 Höhenmetern und bis zu 60 Tagesetappen an.

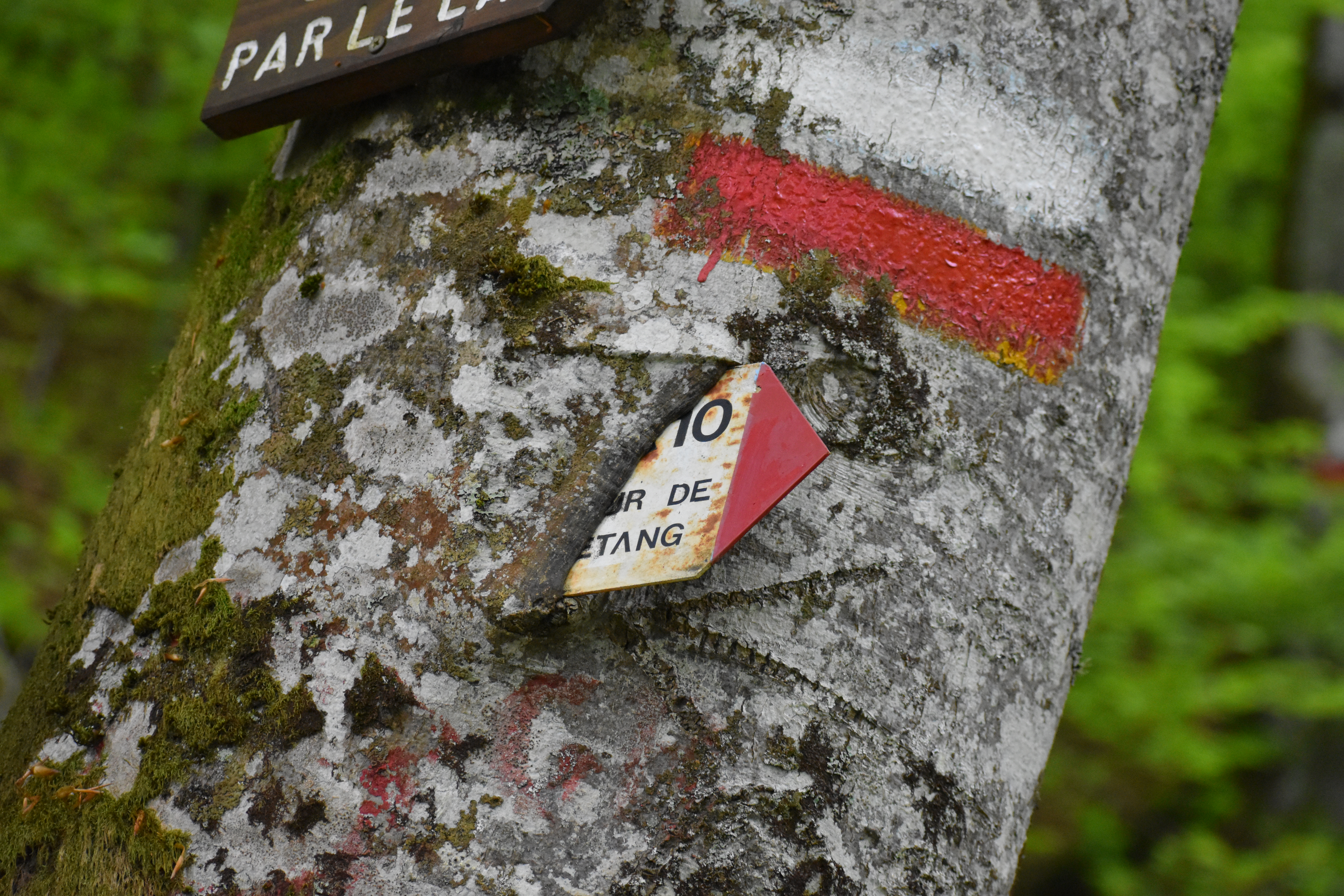
Weiß-rote Wegmarkierung
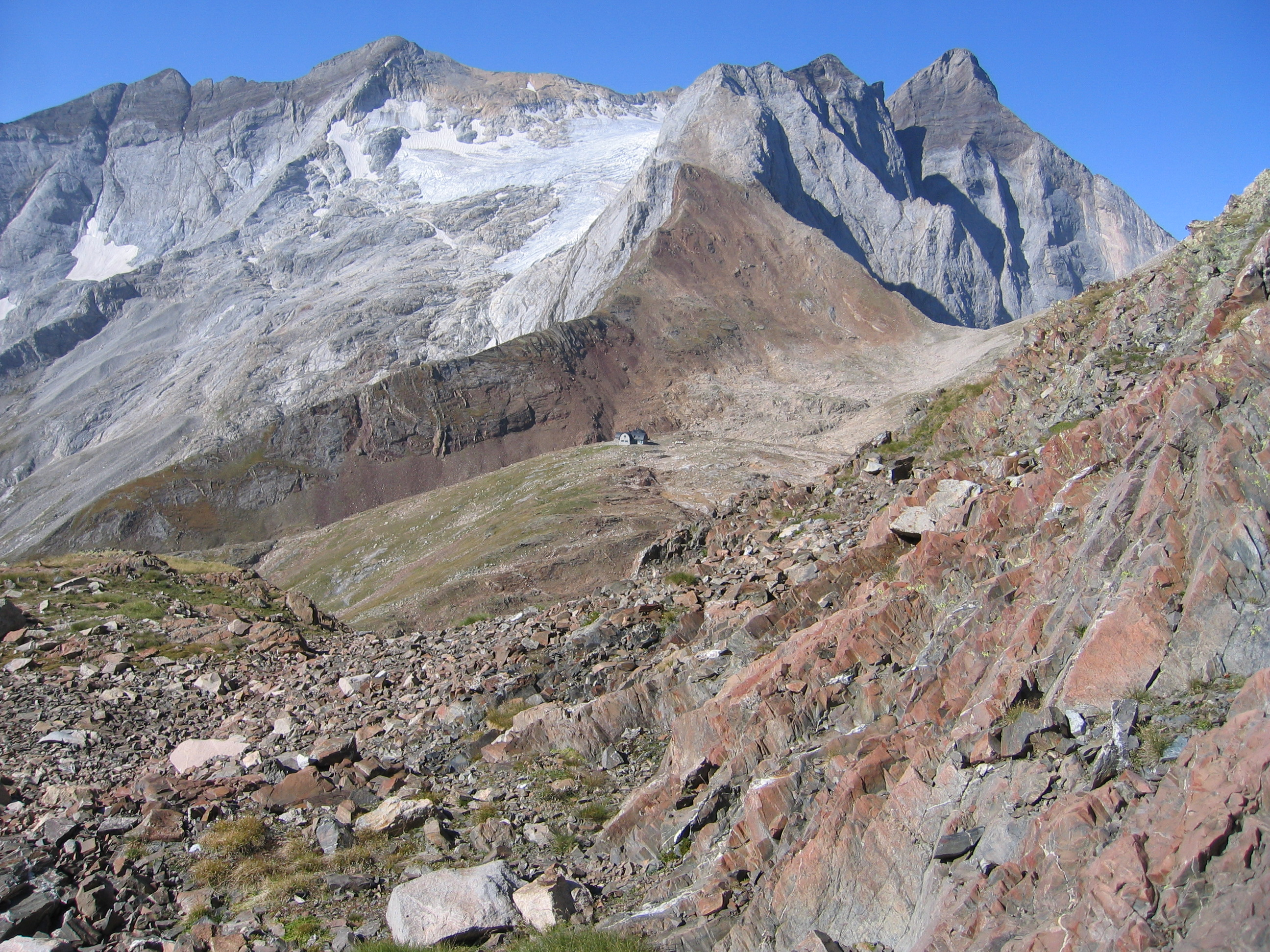
Col de Hourquette d'Ossoue und Refuge Bayssellance
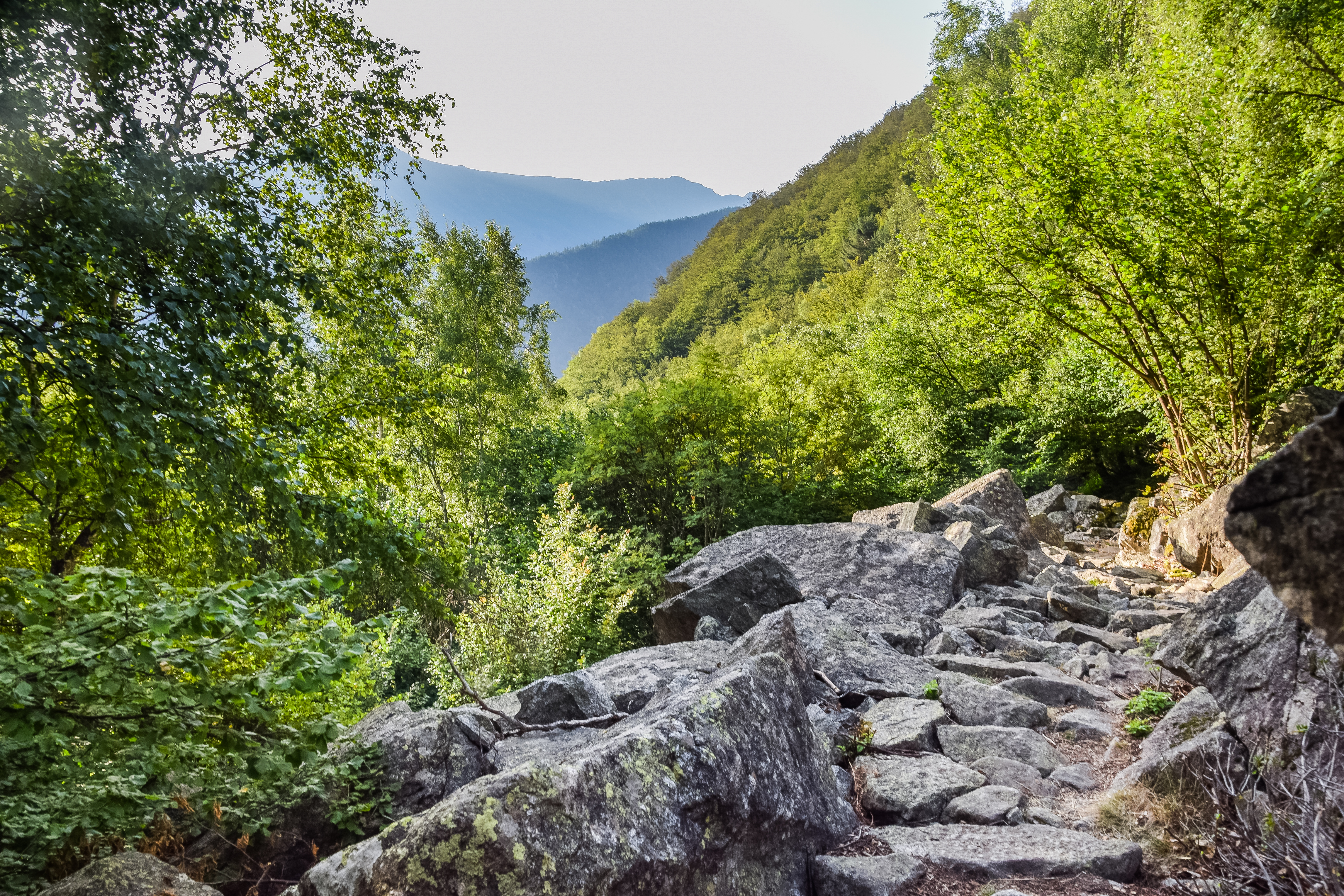
GR10 bei Auzat

## Parallele Fernwanderwege
Auf der spanischen Seite gibt es mit dem GR 11 einen parallel zum GR10 verlaufenden Wanderweg. Zwischen diesen beiden Wegen befindet sich die grenzüberschreitende Haute randonnée pyrénéenne, die dem Hauptkamm der Pyrenäen folgt.